# ستفانووو (استان گابرووو)
ستفانووو (به بلغاری: Stefanovo) یک منطقهٔ مسکونی در بلغارستان است که در شهرستان گابروو واقع شده‌است.